# Уссурийское горнопромышленное общество

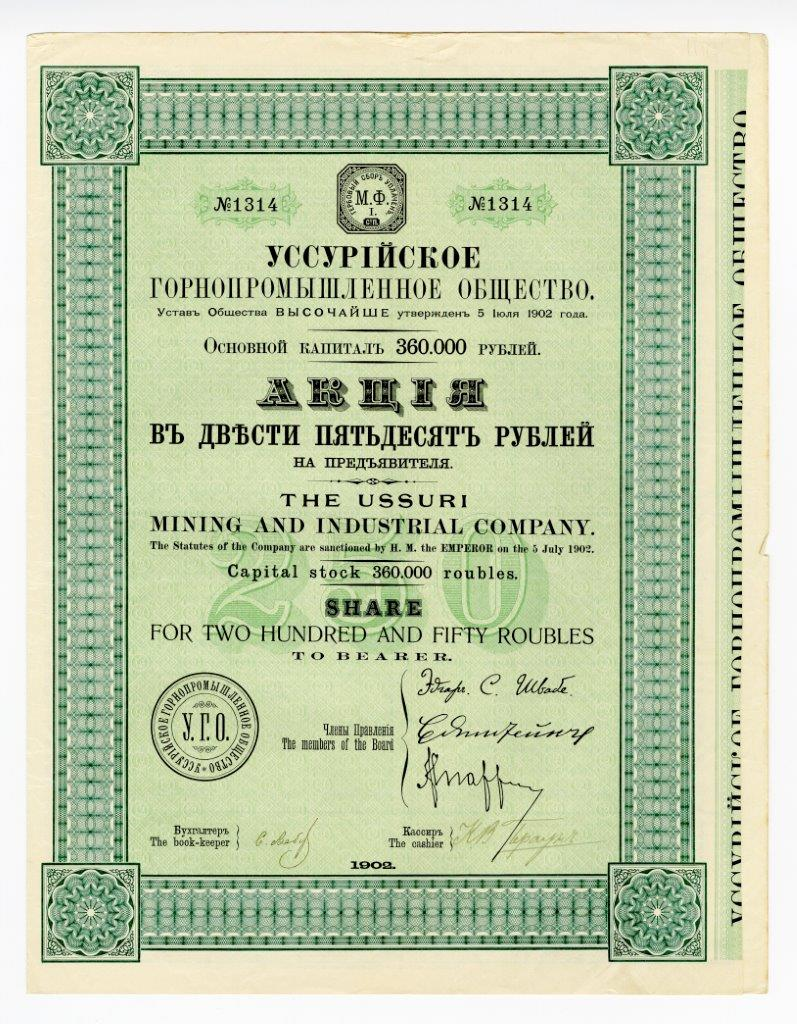
Акция в 250 руб. на предъявителя Уссурийского горнопромышленного общества с основным капиталом в 360 тыс. руб. 1902 г.

Уссурийское горнопромышленное общество - одна из ведущих угледобывающих компаний Приморской области России начала XX в. Созданию Уссурийского горнопромышленного общества предшествовала деятельность «Уссурийского горнопромышленного товарищества на вере «Старцев и Ко», переставшего существовать вскоре после смерти своего основателя, известного Дальневосточного промышленника А. Д. Старцева.
В разделе "Цели учреждения Общества, права и обязанности его" Высочайше утвержденного 5 июля 1902 г. Устава компании говорится:

Для продолжения  и  развития принадлежащего  «Уссурийскому горнопромышленному товариществу на вере «Старцев и Ко » предприятия в Приморской области по добыче каменного угля, производства из него всякого рода продуктов и торговле каменным углем и получаемыми из него продуктами, учреждается акционерное Общество, под наименованием: «Уссурийское горнопромышленное Общество».
Примечание 1. Учредители Общества: Владивостокский I гильдии  купец Василий Петрович Бабинцев и дворяне Евгений и Степан Львовичи
Эпштейны. Основной капитал Общества определяется в 360.000 рублей, разделенных на 1 440 акций, по 250 рублей каждая.
— Горный Журнал Издаваемый Горным Ученым Комитетом. 1902 г. Том IV. Октябрь-Ноябрь-Декабрь
Поскольку решающую роль в создании и деятельности данного акционерного общества играл РКБ (Через РКБ Уссурийское горнопромышленное общество финансировало подряды по поставке угля Уссурийской железной дороге и на КВЖД), то директором этого предприятия естественным образом оказался С.Л.Эпштейн - директор Владивостокского отделения Русско-Китайского банка. Одним из основных акционеров Уссурийского общества являлся Ю. И. Бринер, владивостокский купец 1-й гильдии и почётный гражданин г. Владивостока, дед актёра Юла Бриннера.
Уссурийскому горнопромышленному обществу принадлежали доставшийся в наследство от товарищества "Старцев и Ко" крупный рудник «Краеугольно-Спасовский» (с которого начинается история эксплуатации Артёмовского буроугольного месторождения, давшего жизнь городу Артему), а также выкупленные вскоре после создания Уссурийского АО С.Л.Эпштейном четыре Надеждинских рудника (Надеждинские рудники находились в 15 верстах к северо-востоку от ст. Надеждинская, в верховьях р. Батальянза.